# 宜蘭市 (州轄市)

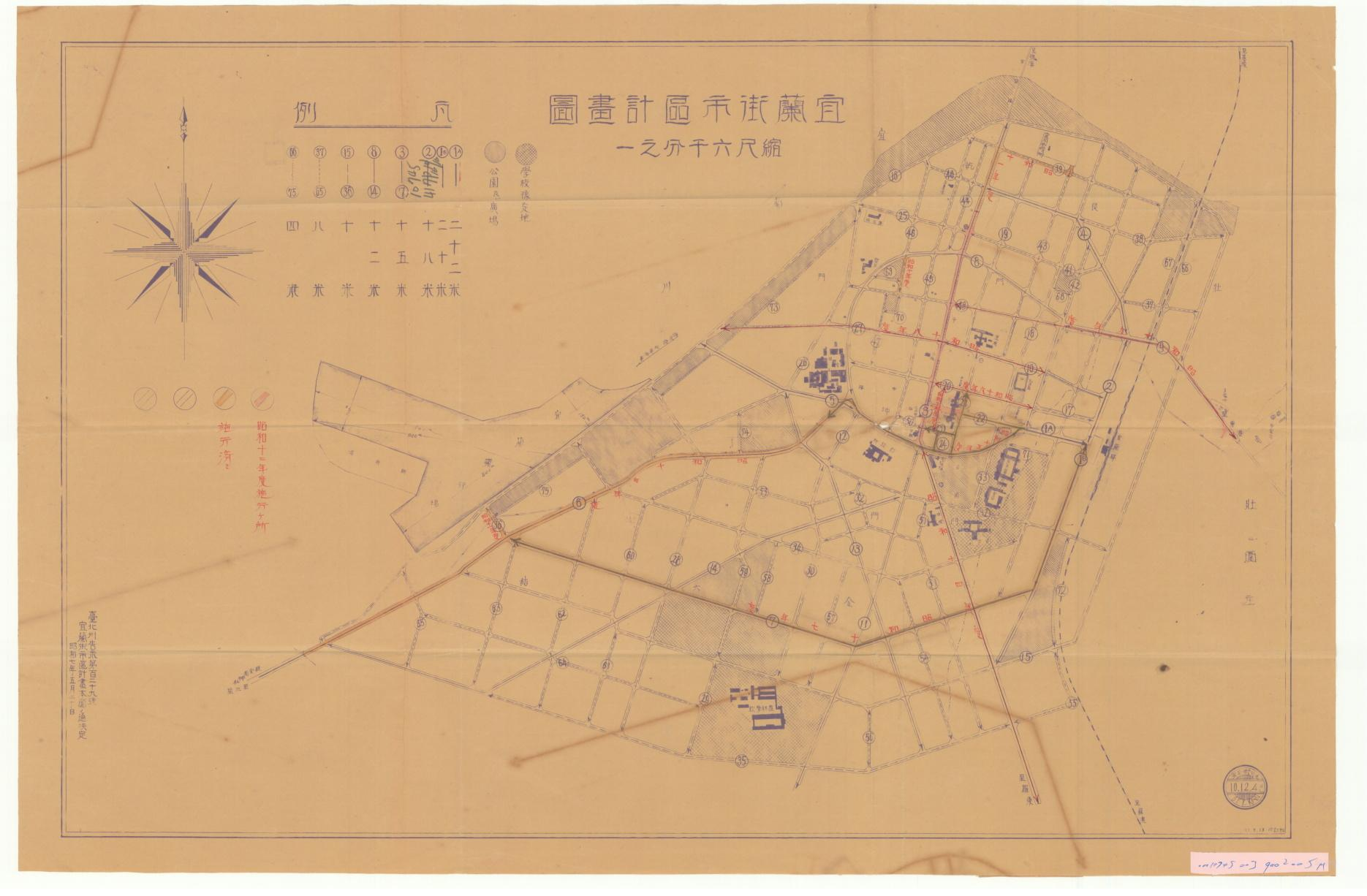
宜蘭街市區計畫

宜蘭市（日语：／ Giran shi */?）為台北州轄下的州轄市，為1940年至1945年間存在之行政區，在此之前為宜蘭郡宜蘭街，二戰後則成為宜蘭縣宜蘭市至今。

## 行政區劃
宜蘭街原僅有宜蘭、金六結、壯一等3個大字，其在1940年10月28日升格為「宜蘭市」，同時併入宜蘭郡壯圍庄的壯二、壯三、壯四、壯七、七張及礁溪庄二結的一部份、辛子罕、一結還有員山庄的四鬮、珍子滿力。此時的宜蘭市有宜蘭、金六結、壯一、壯二、壯三、壯四、壯七、七張、辛子罕、一結、四鬮、珍子滿力等12個大字
- 宜蘭大字下有「坤門」、「艮門」、「巽門」、「乾門」小字名
- 金六結大字下有「五結」、「六結」、「七結」小字名
- 四鬮大字下有「四鬮一」、「四鬮二」、「四鬮三」小字名
- 珍子滿力大字下有「珍子滿力」、「擺里」小字名
- 一結大字下有「一結」、「二結」小字名

## 區及通稱町名
1941年（昭和十六年）11月10日，宜蘭市公告《宜蘭市區規程》，將宜蘭市分為11個使用「町名」的區，包括昭和町區、本町區、宮前町區、文武町區、富士町區、錦町區、榮町區、旭町區、北町區、東町區及南町區，並指派區長負責協助一般行政事務、皇民奉公運動、災害救助、維持公共設施等事務；11區劃分如下：
- 昭和町區：宜蘭字乾門(部分)、宜蘭字艮門(部分)
- 本町町區：宜蘭字乾門(部分)
- 文武町區：宜蘭字坤門(部分)
- 富士町區：宜蘭字艮門(部分)
- 錦町區：宜蘭字艮門(部分)、宜蘭字巽門(部分)
- 榮町區：宜蘭字坤門(部分)、宜蘭字巽門(部分)、壯一(部分)
- 旭町區：宜蘭字艮門(部分)、宜蘭字巽門(部分)、壯一(部分)
- 宮前町區：金六結
- 南町區：珍子滿力、四鬮
- 東町區：壯二、壯三、壯四、壯七、七張
- 北町區：辛子罕、一結

1943年（昭和十八年）4月15日，宜蘭市的11個區整併為7個區，包括本町區、幸町區、錦町區、旭町區、川端町區、曙町區及富田町區。
- 錦町區：宜蘭字艮門(部分)、宜蘭字巽門(部分)
- 旭町區：宜蘭字坤門(部分)、宜蘭字巽門(部分)、壯一
- 幸町區：宜蘭字坤門(部分)、金六結
- 本町區：宜蘭字乾門(部分)、宜蘭字艮門(部分)
- 川端町區：辛子罕、一結
- 曙町區：壯三、壯四、壯七、七張
- 富田町區：壯二、珍子滿力、四鬮

## 歷任首長

### 市長
| 任次 | 肖像 | 姓名 (生–卒)         | 在任時間       | 在任時間       | 備註 |
| ---- | ---- | -------------------- | -------------- | -------------- | ---- |
| 1    |      | 鳥海剛 (1891–？)     | 1940年10月28日 | 1942年4月15日  |      |
| 2    |      | 明知延佳 (1897–？)   | 1942年4月15日  | 1944年5月22日  |      |
| 3    |      | 村田安治郎 (1888–？) | 1944年5月22日  | 1945年2月14日  |      |
| 4    |      | 築地憲治 (1893–？)   | 1945年2月14日  | 1945年10月25日 |      |

#### 附註
1. ↑  原臺北州七星郡守。
2. ↑  改任花蓮港廳花蓮港市長。
3. ↑  原臺東廳總務課長。
4. ↑  原臺中州員林郡守。
5. ↑  原臺中州彰化郡守。

### 市助役
| 任次 | 肖像 | 姓名 (生–卒)       | 在任時間       | 在任時間       | 備註 |
| ---- | ---- | ------------------ | -------------- | -------------- | ---- |
| 1    |      | 中山義男 (1896–？) | 1940年10月28日 | 1942年4月15日  |      |
| 2    |      | 清水光司 (？–？)   | 1942年4月15日  | 1944年12月15日 |      |
| 3    |      | 高野義武 (？–？)   | 1944年12月15日 | 1945年10月25日 |      |

#### 附註
1. ↑  改任臺南州斗六郡守。
2. ↑  改任臺中州新高郡守。
3. ↑  原臺北州淡水郡守。

## 官署
- 宜蘭市役所
- 宜蘭郡役所（原址為宜蘭縣政府）宜蘭郡役所
- 宜蘭警察署

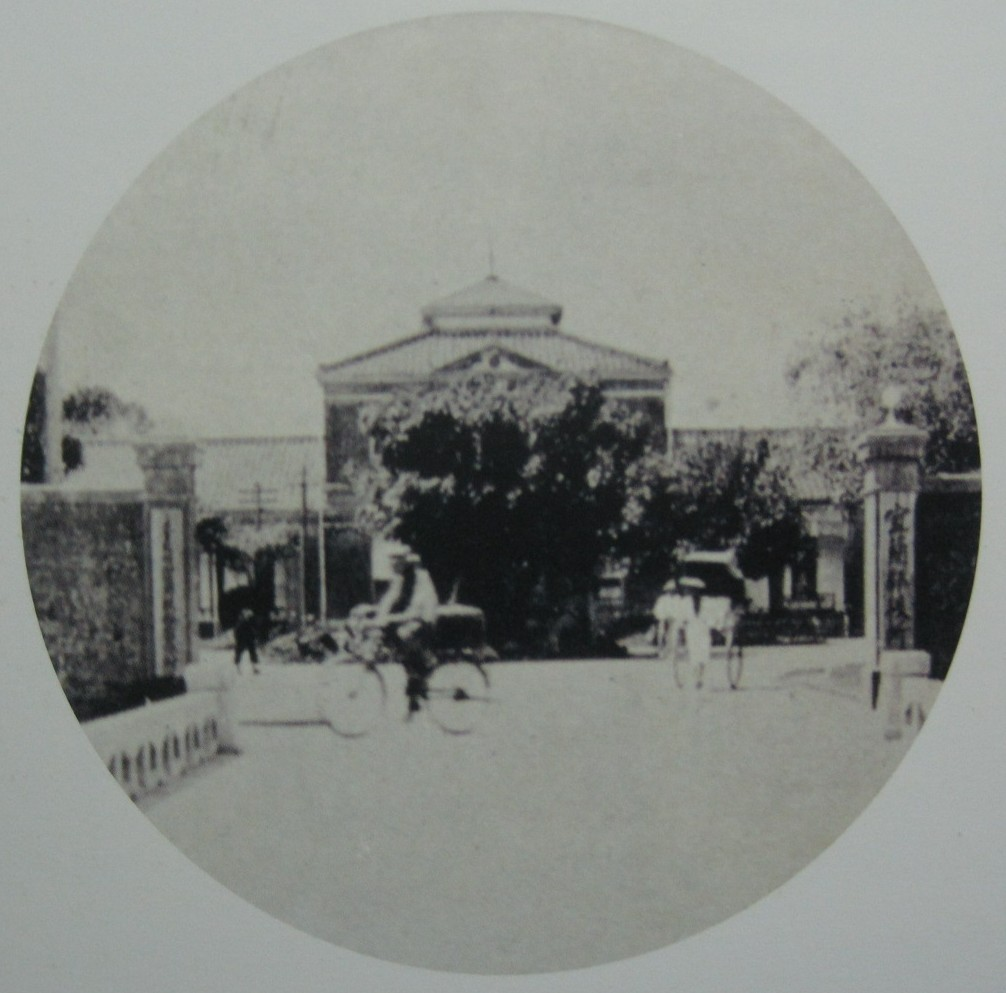
宜蘭郡役所

- 專賣局宜蘭支所局（1937年由宜蘭出張所升格，現為甲子蘭酒文物館）專賣局宜蘭支局廳舍
- 宜蘭稅務出張所

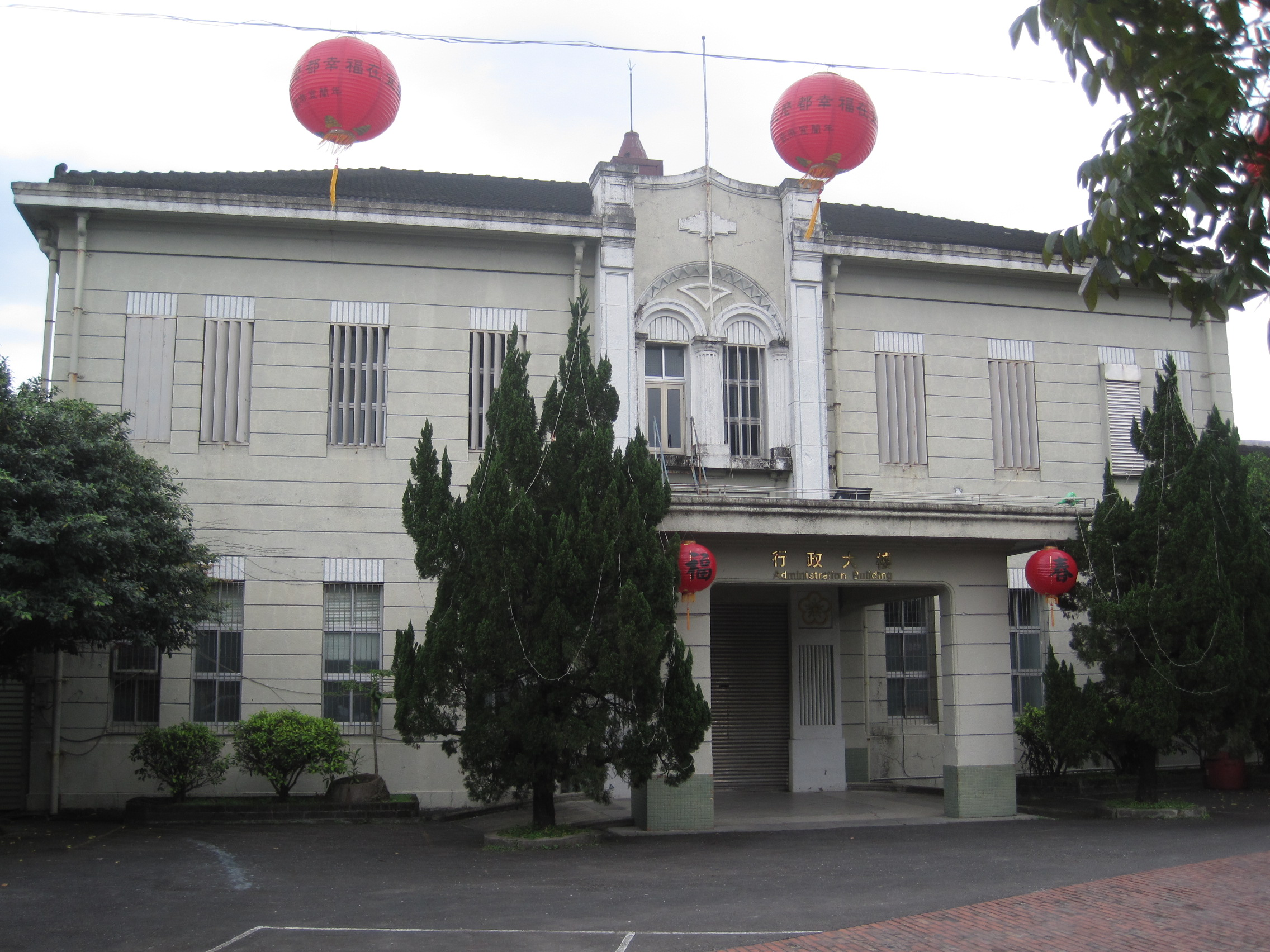
專賣局宜蘭支局廳舍

- 宜蘭郵便局（宜蘭中山路郵局）宜蘭郵便局
- 宜蘭無線電信局

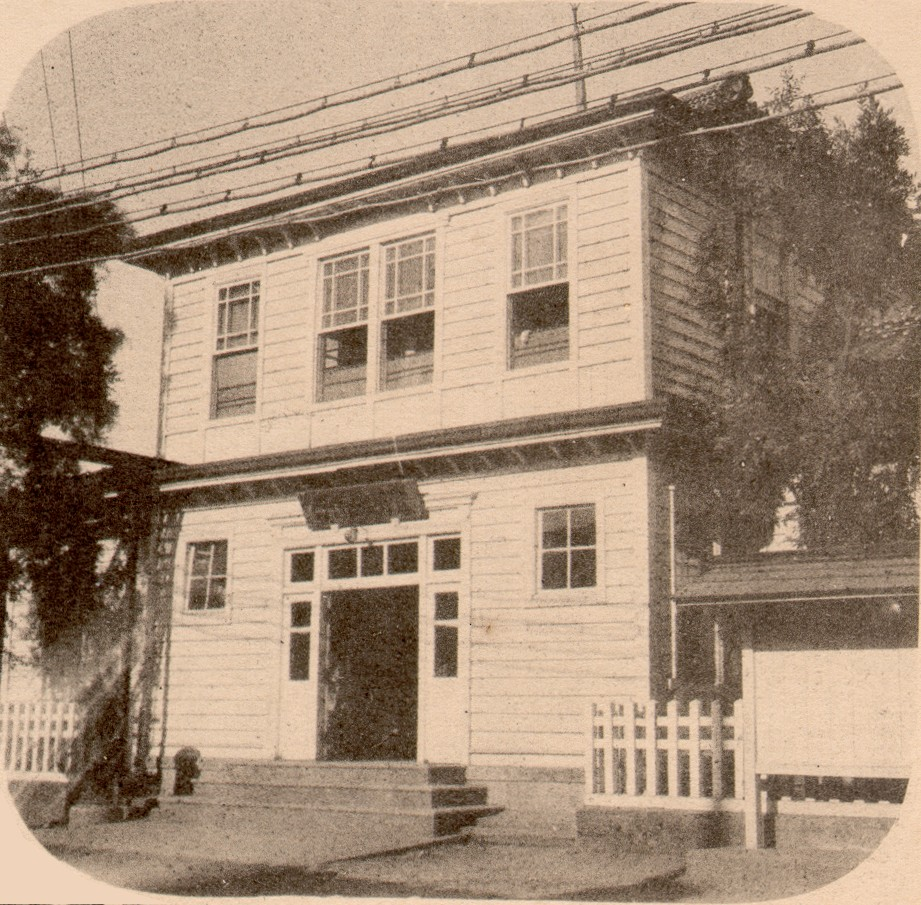
宜蘭郵便局

- 台北地方法院宜蘭支部（原址為法務部行政執行署宜蘭分署）台北地方法院宜蘭出張所

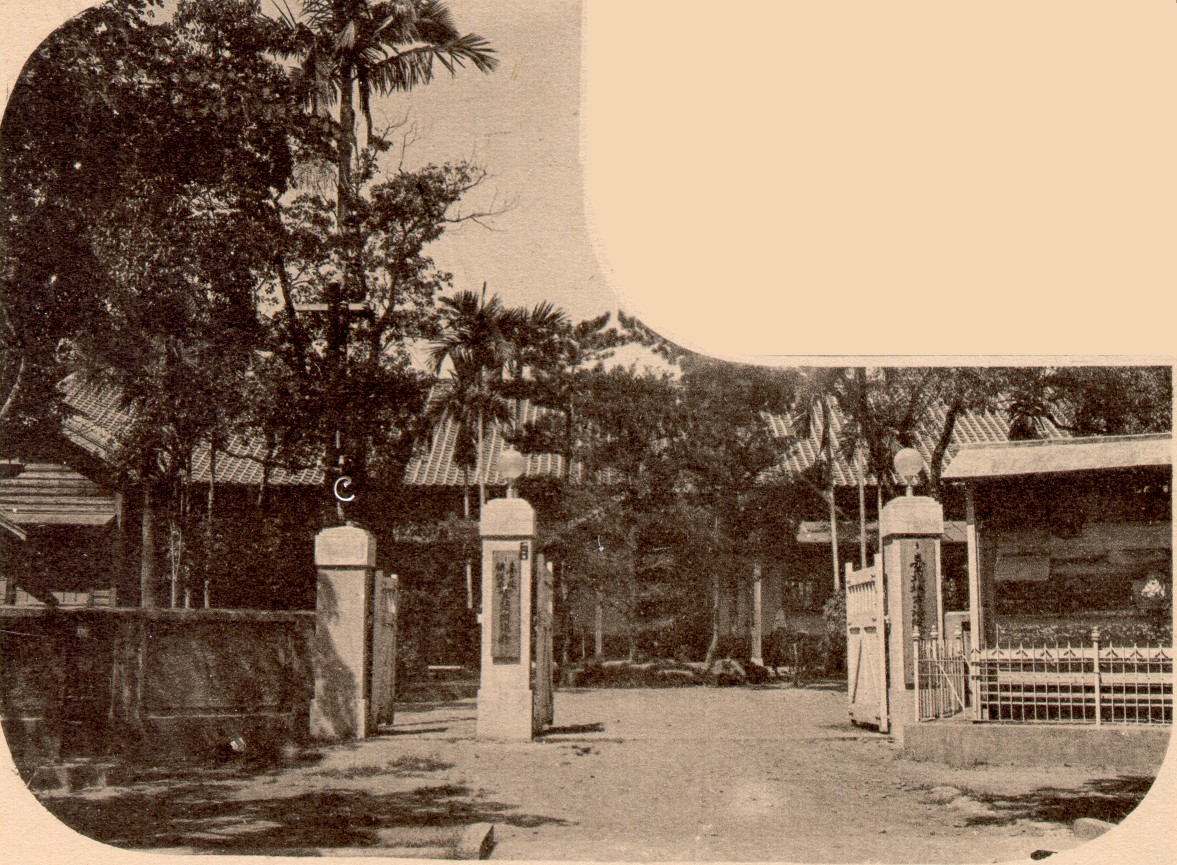
台北地方法院宜蘭出張所

- 台北地方法院宜蘭支部檢查局
- 台北供託局宜蘭出張所
- 台北刑務所宜蘭支所舊宜蘭監獄門廳
- 基隆米穀事務所宜蘭出張所
- 台北州立農事試驗場宜蘭支場
- 內務局宜蘭濁水溪治水工事事務所

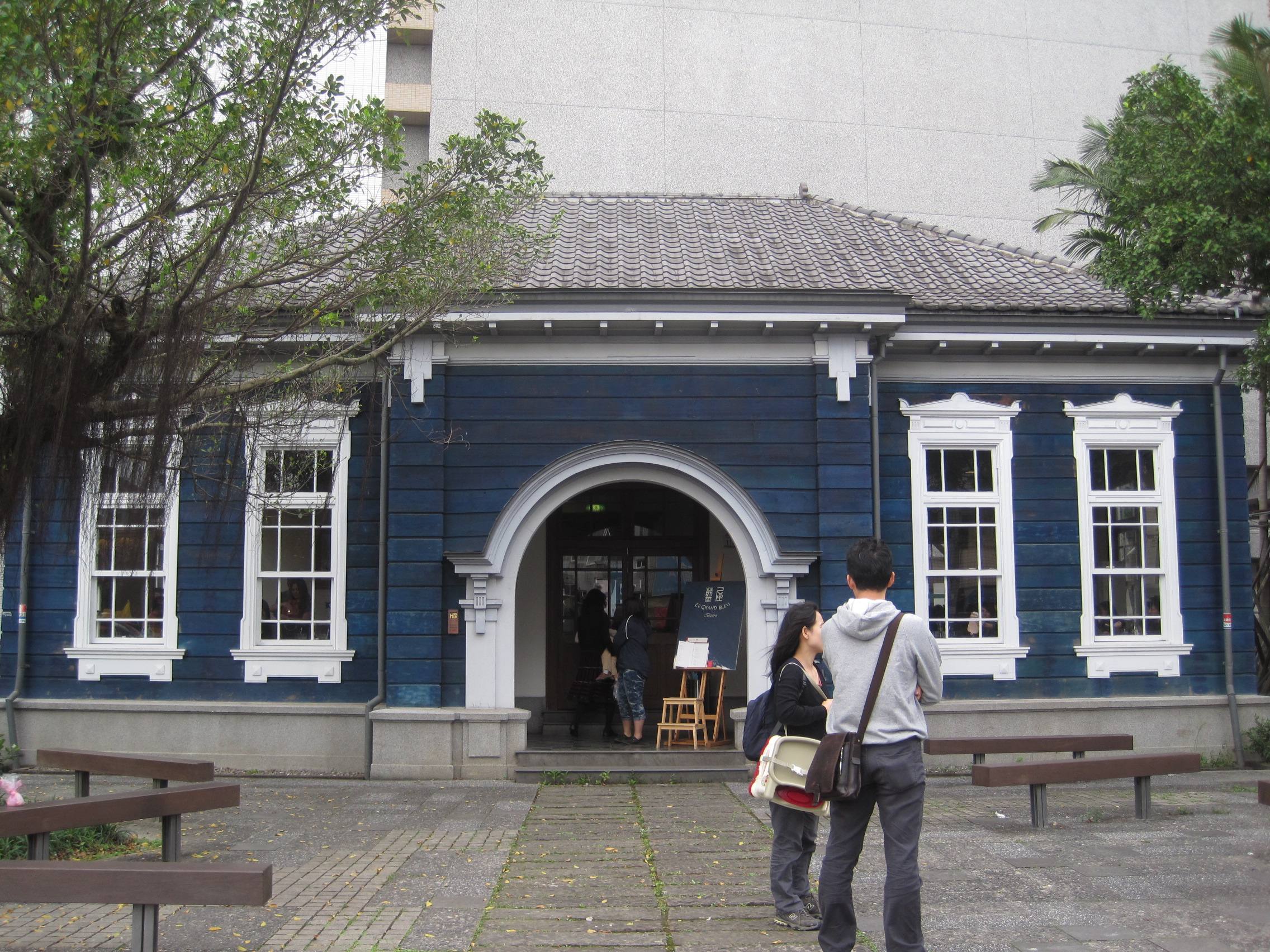
舊宜蘭監獄門廳

- 宜蘭民事出張調停所（台北州調停課的出張所，位宜蘭郡役所內）

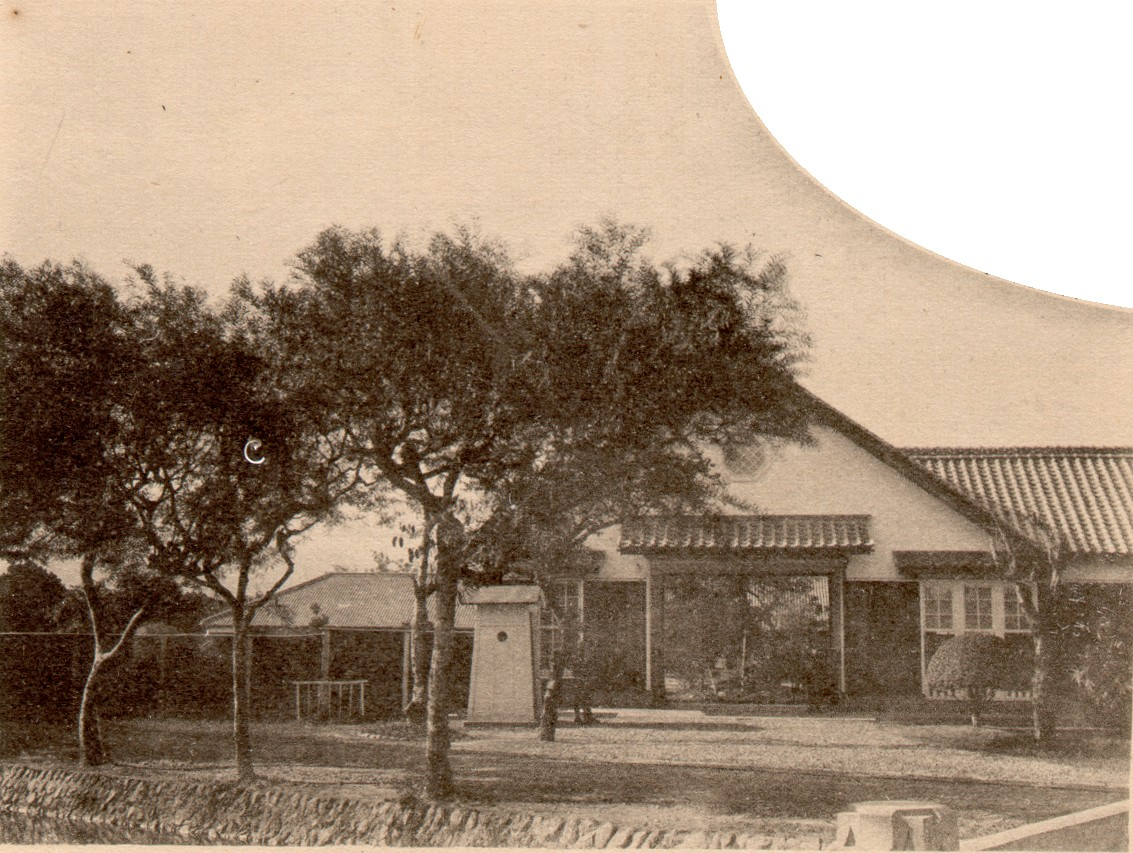
宜蘭分屯中隊

- 宜蘭第一水利組合
- 宜蘭第二水利組合
- 宜蘭分屯中隊（原址為宜蘭酒廠東側空地）宜蘭分屯中隊
- 宜蘭測候所（原址為宜蘭氣象站）

## 教育

#### 中等教育
- 州立宜蘭農林學校（今 國立宜蘭大學）
- 州立宜蘭中學校（今 宜蘭高中）
- 州立蘭陽高等女學校（今 蘭陽女中）
- 私立宜蘭中等夜學校（1924年由佐藤德治設立）

#### 初等教育
- 宜蘭尋常高等小學校→宜蘭國民學校（今 光復國小）
- 宜蘭國語傳習所→宜蘭公學校→宜蘭市旭國民學校（今 中山國小）
- 宜蘭女子公學校→宜蘭市向陽國民學校（今 宜蘭國小）
- 台北州立北國民學校（今 力行國小）
- 台北州立南國民學校（今 育才國小）
- 台北州立東國民學校（今 黎明國小）

#### 其他

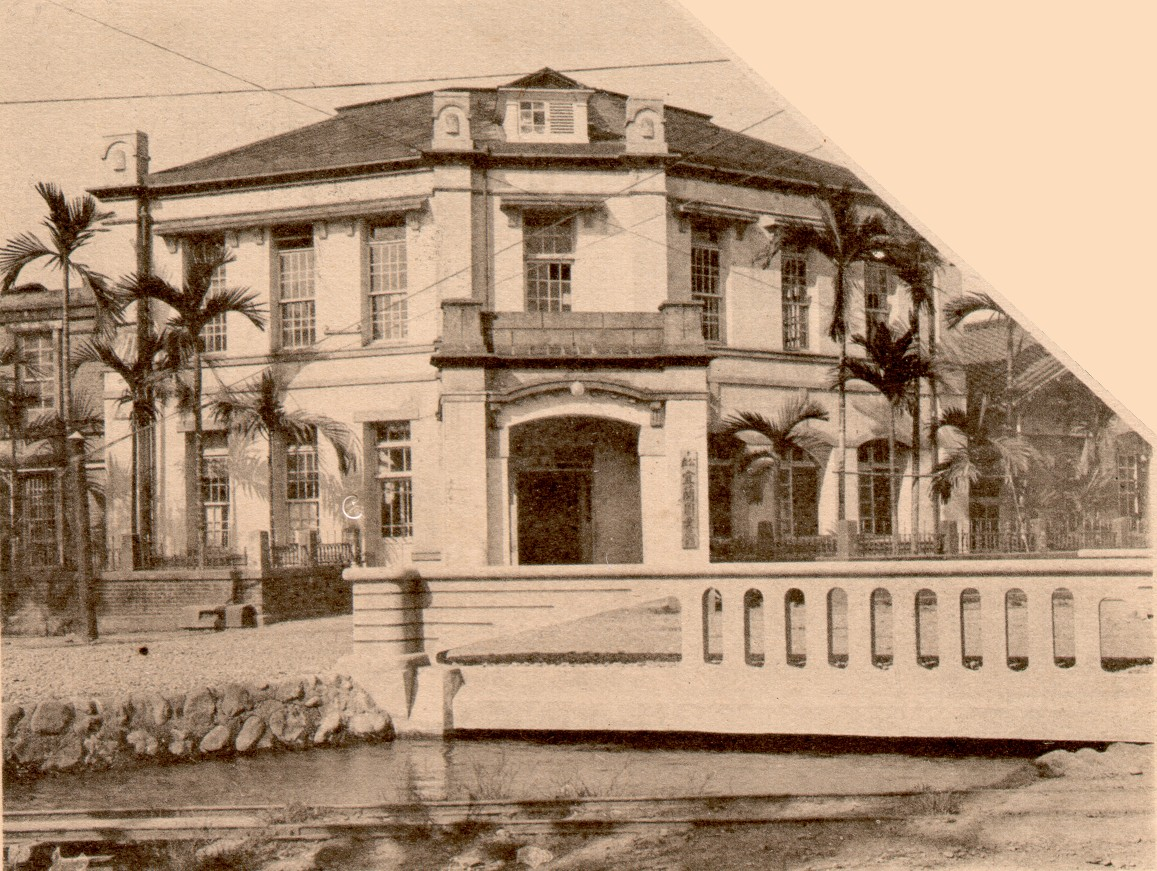
宜蘭公會堂

- 私立宜蘭幼稚園
- 私立香蘭幼稚園
- 省心齋書房（1924年由張黃曾設立）
- 州立宜蘭圖書館（1923年由張黃曾設立）[5]

## 設施

### 交通
- 縱貫線：宜蘭車站

- 宜蘭—頭圍線（昭和自動車經營）
- 宜蘭—三星線（宜蘭殖產經營）
- 宜蘭—羅東線（蘭陽自動車經營）
- 宜蘭飛行場

### 醫療
- 宜蘭醫院
- 台北仁濟院宜蘭分院
- 台北衛戍病院宜蘭分院（宜蘭分屯中隊內）
- 宜蘭避病院

### 市場
- 宜蘭市卸賣市場
- 宜蘭市食料品小賣市場
- 宜蘭市魚市場
- 宜蘭市家畜市場

### 銀行
- 台灣銀行宜蘭支店
- 台灣商工銀行宜蘭支店
- 台灣勸業無盡株式會社支店
- 宜蘭信用組合

### 其他
- 宜蘭公會堂（宜蘭公園內）宜蘭公會堂
- 宜蘭武德殿
- 宜蘭市公設質舖
- 台灣電力株式會社宜蘭營業所
- 宜蘭座
- 蓬萊叭株式會社
- 宜蘭醬油株式會社
- 昭和自動車株式會社
- 合名會社林商會
- 合資會社中村組
- 合資會社飛鳳自動車商會[6]

## 名所舊跡
- 宜蘭孔子廟（原址在崇聖街，毀於二戰，戰後重建於現址）
- 宜蘭公園：獻馘碑、戰亡建碑、招魂碑、婢女擇配喻示碑、多賀先生避難碑
- 村田佐和之墓（金六結五結的共同墓地內）[6]